# Kellie Suttle
Kellie Suttle (* 9. Mai 1973 in Saint Peters, Missouri) ist eine ehemalige US-amerikanische Leichtathletin, die sich auf den Stabhochsprung spezialisiert hat. Ihren größten Erfolg feierte sie mit dem Gewinn der Silbermedaille bei den Hallenweltmeisterschaften 2001 in Lissabon.

## Sportliche Laufbahn
Erste internationale Erfahrungen sammelte Kellie Suttle im Jahr 1998, als sie bei den Goodwill Games in New York City mit übersprungenen 4,10 m den sechsten Platz belegte. Im Jahr darauf gewann sie bei den Panamerikanischen Spielen in Winnipeg mit 4,25 m die Silbermedaille hinter der Argentinierin Alejandra García und anschließend belegte sie bei den Weltmeisterschaften in Sevilla mit 4,35 m den neunten Platz. 2000 nahm sie erstmals an den Olympischen Sommerspielen in Sydney teil und gelangte dort mit 4,00 m im Finale auf Rang elf. Im Jahr darauf gewann sie bei den Hallenweltmeisterschaften in Lissabon mit 4,51 m die Silbermedaille hinter der Tschechin Pavla Rybová und im September belegte sie bei den Goodwill Games in Brisbane mit 4,20 m den fünften Platz. Kurz darauf wurde sie beim IAAF Grand Prix Final in Melbourne mit 4,45 m Dritte hinter ihrer Landsfrau Stacy Dragila und Swetlana Feofanowa aus Russland. 2003 belegte sie bei den Hallenweltmeisterschaften in Birmingham mit 4,45 m den vierten Platz und im August gelangte sie bei den Panamerikanischen Spielen in Santo Domingo mit 4,10 m ebenfalls auf Rang vier. Im Jahr darauf nahm sie erneut an den Olympischen Sommerspielen in Athen teil und schied dort mit 4,15 m in der Qualifikationsrunde aus. 2006 belegte sie bei den Hallenweltmeisterschaften in Moskau mit 4,40 m den siebten Platz und beendete nach dieser Saison ihre aktive sportliche Laufbahn im Alter von 33 Jahren.
1998 wurde Suttle US-amerikanische Meisterin im Stabhochsprung im Freien sowie 2006 in der Halle.